# Imamato di Aussa
L'Imamato di Aussa, o Imamato di Awsa, fu un imamato harari medievale nell'odierna Etiopia, che aveva Asaita come capitale, e che continuò l'opera di sultanati di Harar e Adal.

## Storia
Nel 1647, i sovrani dell'emirato di Harar si ruppero dalla loro politica. Gli imam Harari continuarono la loro presenza nel sud della Regione degli Afar, fin quando non vennero deposti nel XVIII secolo dalla dinastia Mudaito degli Afar che in seguito fondarono il Sultanato di Aussa. L'ultimo sovrano della dinastia, Imam Selman, fu ucciso nel 1750.

## Sovrani
|   | Nome                        | Regno       | Note |
| - | --------------------------- | ----------- | --- |
| 1 | Imām Maḥamed "Jāsa" Ibrahim | 1577 - 1583 | Parente dell'Imām Aḥmed Gurēy, spostò la capitale ad Awsa e nominò suo fratello (omonimo Maḥamed) come Wazir di Harar. Morì combattendo i Warra Daya nel 1583.                        |
| 2 | Imām Saʿadaddīn Maḥamed     | 1583 - 1585 | Figlio dell'Imām Maḥamed "Jāsa" Ibrahim |
| 3 | Imām Ṣabraddīn Ādan         | 1585 - 1613 | Nipote dell'Imām Maḥamed "Jāsa" Ibrahim, e nipote dell'Imām Saʿadaddīn Maḥamed. |
| 4 | Imām Ṣadiq Ṣabraddīn        | 1613 - 1632 | Figlio dell'Imām Ṣabraddīn Ādan |
| 5 | Malāq Ādan Ṣadiq            | 1632 - 1646 | Figlio dell'Imām Ṣadiq Ṣabraddīn |
| 6 | Imām Aḥmed Abrām            | 1646 - 1647 | Nipote dell'Imām Ṣadiq Ṣabraddīn, e nipote di Malāq Ādan Ṣadiq. Dopo la sua morte, il popolo di Harar rifiutò ʿUmardīn Ādan come sovrano, e si spostò per formare l'emirato di Harar. |
| 7 | Imām ʿUmardīn Ādan          | 1647 - 1672 | Figlio di Malāq Ādan Ṣadiq, il suo imamato fu distrutto dagli Afar dei Mudaito. |